# Anomiopus nigricans
Anomiopus nigricans là một loài bọ cánh cứng trong họ Bọ hung (Scarabaeidae).